# Hugh Johnson
Hugh Eric Allan Johnson, OBE  (nascido em 10 de março de 1939, em Londres) é um jornalista, autor, editor e especialista em vinhos inglês. Ele é considerado o escritor de vinhos mais bem-sucedido do mundo.  Um vinho que ele provou em 1964, um Steinwein de 1540 do vinhedo alemão Würzburger Stein, é considerado um dos mais antigos já degustados.  
Ele também é um jardineiro ávido, tendo escrito livros e colunas sobre jardinagem.

## Carreira
Johnson se tornou membro da Cambridge University Wine and Food Society enquanto cursava graduação na década de 1950. 
Johnson escreve sobre vinho desde 1960, foi contratado como redator de destaque na Condé Nast Publications após se formar e começou a trabalhar na Vogue e na House &amp; Garden, tornando-se em 1962 editor da Wine & Food e no mesmo ano correspondente de vinhos do The Sunday Times, do qual em 1967 tornou-se editor de viagens. De 1968 a 1970, ele editou a revista Queen em sucessão a Jocelyn Stevens. 
Ele publicou uma grande variedade de livros, começando com a publicação de Wine em 1966. O Atlas Mundial do Vinho (1971) foi considerado a primeira tentativa séria de mapear as regiões vinícolas do mundo, descrito pelo diretor do INAO como "um grande evento na literatura sobre vinhos".
Seu livro Vintage: The Story of Wine, um compêndio confiável de 500 páginas, foi publicado pela primeira vez em 1989 pela Octopus e reeditado em 2004 como uma edição totalmente ilustrada publicada pela Mitchell Beazley. Também foi transformado em uma série de TV de 13 partes para o Channel 4 e WGBH em Boston, com estreia em 1989. Desde 1977, ele compila seu Pocket Wine Book anual, vendendo milhões de cópias em até 14 idiomas.

## Publicações selecionadas
- Vinho (1966)
- Atlas Mundial do Vinho (1971, oito edições; desde 2004 em coautoria com Jancis Robinson )
- Árvores – Uma jornada de vida através de florestas, bosques e jardins (2010)
- Livro de bolso sobre vinhos de Hugh Johnson (1977, publicado anualmente desde então)
- Os Princípios da Jardinagem (1979), Mitchell Beazley Publishers (Reino Unido)/Simon & Schuster, Inc. (EUA)
- Hugh Johnson's Wine Companion (1983, seis edições)
- The Story of Wine (1989) e reedição ilustrada (2004), Mitchell Beazley/Octopus, Londres, Reino Unido, edição de 2020, Biblioteca da Académie du Vin, Londres, Reino Unido
- A Arte e a Ciência do Vinho (1992, coautorado com James Halliday )
- A Life Uncorked (2006, autobiografia, anedotas e opiniões), republicada com acréscimos como 'Minha Vida e Vinhos' (Biblioteca da Académie de Vin 2022).
- Guia de vinhos de Hugh Johnson 2012, aplicativo para iPhone (2010)
- Sentado na Sombra (Uma terceira antologia do Diário de Trad, 2021)